# Ivo Töllner

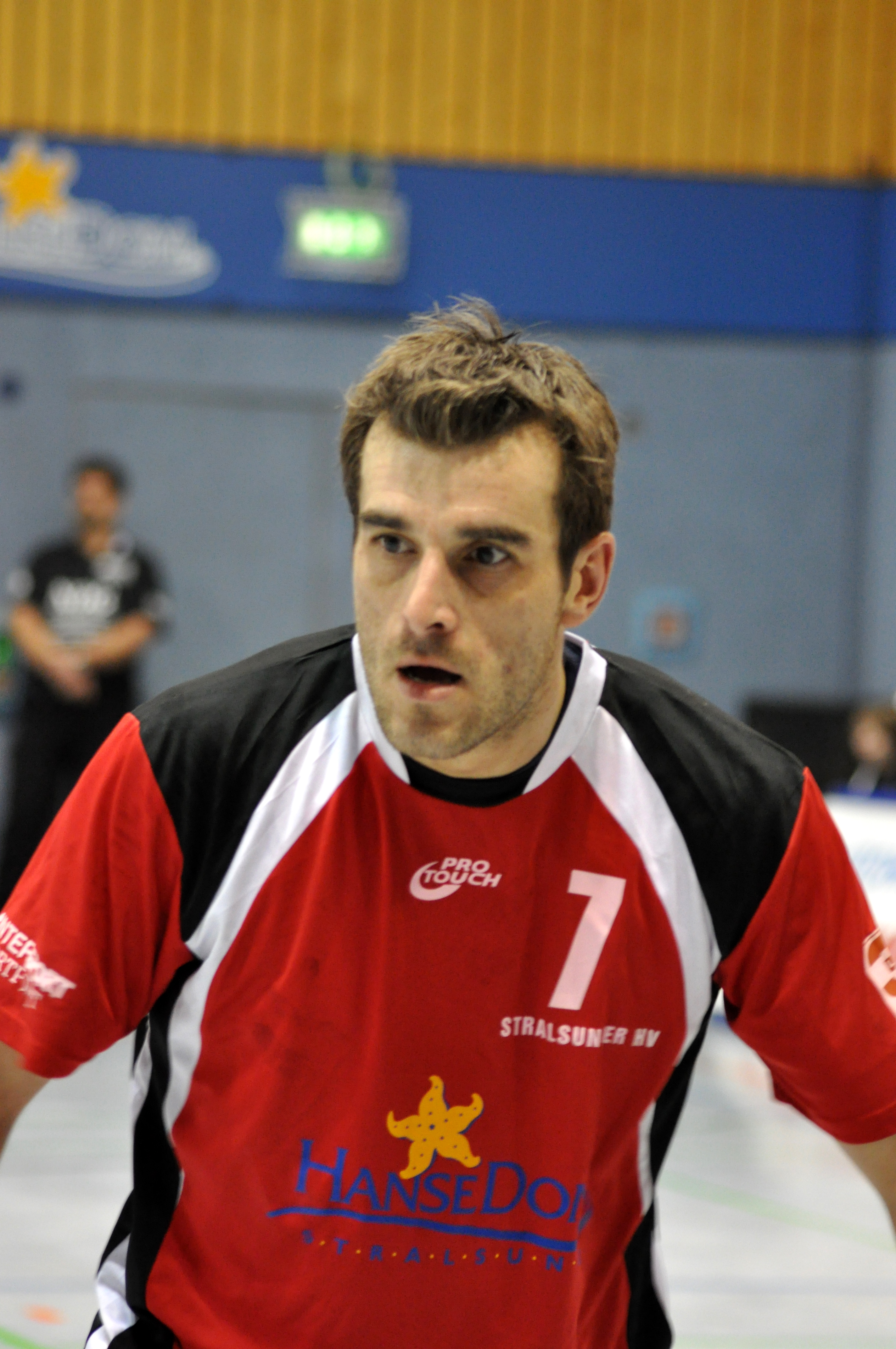
Ivo Töllner (2011)

Ivo Töllner (* 9. April 1982 in Stralsund) ist ein ehemaliger deutscher Handballspieler.
Töllner besuchte in Stralsund bis 1998 die Marie-Curie-Realschule. Er studierte in Salzgitter an der Karl-Scharfenberg-Fakultät der Fachhochschule Braunschweig/Wolfenbüttel Sportmanagement.
Der Rückraumspieler spielte bis 2002/2003 beim Stralsunder HV und 2006/2007 bei Glück Auf Gebhardshagen. Seit der Saison 2010/2011 trainierte er wieder mit der Mannschaft des Stralsunder HV, zu deren Aufgebot er auch in der Saison stieß und dort bis zum Ende der Saison blieb.
Mit dem Stralsunder HV stieg  Ivo Töllner aus der 2. Handball-Bundesliga, Staffel Nord, in die 1. Handball-Bundesliga auf.